# Ној Дувенштет
Ној Дувенштет (њем. Neu Duvenstedt) општина је у њемачкој савезној држави Шлезвиг-Холштајн. Једно је од 165 општинских средишта округа Рендсбург. Према процјени из 2010. у општини је живјело 148 становника. Посједује регионалну шифру (AGS) 1058111.

## Географски и демографски подаци
Ној Дувенштет се налази у савезној држави Шлезвиг-Холштајн у округу Рендсбург. Општина се налази на надморској висини од 30 метара. Површина општине износи 5,7 km². У самом мјесту је, према процјени из 2010. године, живјело 148 становника. Просјечна густина становништва износи 26 становника/km².